# Jánosi Ferenc (röplabdázó)
Jánosi Ferenc (Miskolc, 1938. június 17. – Budapest, 2023. február 19.) Európa-bajnoki ezüstérmes magyar röplabdázó, olimpikon, edző, sportvezető.

## Családja
1938. június 17-én született Miskolcon, Jánosi József rendőr és Faragó Anna gyermekeként. Első felesége Ducza Anikó olimpiai bronzérmes tornász, edző volt. Lányuk Jánosi Zsuzsa olimpiai bronzérmes tőrvívó. Második felesége Giday Tünde reklámpropagandista volt.

## Pályafutása
1956-ban a miskolci Föld- és Bányamérő Technikumban érettségizett. 1970-ben a Testnevelési Főiskolán testnevelő tanár oklevelet szerzett.

### Klubcsapatban
1952 és 1954 között a Miskolci Előre, 1955 és 1958 között az MVSC, 1959 és 1973 között az Újpesti Dózsa röplabdázója volt. Az újpesti csapattal hét magyar bajnoki címet és három kupagyőzelmet ért el. 1962-ben tagja volt a BEK-ben bronzérmes csapatnak.

### A válogatottban
1957 és 1970 között 196 alkalommal szerepelt a magyar válogatottban. Tagja volt az 1963-as Európa-bajnoki és az 1965-ös universiadén ezüstérmes csapatnak. Az 1964-es tokiói olimpián hatodik helyezett lett a válogatott együttessel. 1958 és 1970 között összesen négy világ- és három Európa-bajnokságon vett részt.

### Edzőként
1970 és 1973 között az Újpesti Dózsa játékosedzője volt. 1975 és 1978 között a Dózsa férfi csapatának a vezetőedzőjeként tevékenykedett. 1991-től a BVSC férfi együttesének az edzője volt.

### Sportvezetőként
1975 és 1982 között az Újpesti Dózsa röplabda-szakosztályának a vezetőségi tagja, a Magyar Röplabda-szövetség elnökségi tagja, 1989-től a MOB tagja volt.

## Sikerei, díjai

### Játékosként
Magyarország
- Európa-bajnokság
  - ezüstérmes: 1963, Románia
- Universiade
  - ezüstérmes: 1965, Budapest

 MVSC
- Magyar bajnokság
  - 3. (2): 1957, 1957–58

 Újpesti Dózsa
- az Újpesti Dózsa örökös bajnoka
- Magyar bajnokság
  - bajnok (7): 1958–59, 1959–60, 1960–61, 1961–62, 1962–63, 1971, 1972
  - 2. (5): 1964, 1965, 1966, 1969, 1970
  - 3. (2): 1967, 1968
- Magyar kupa (MNK)
  - győztes (3): 1961–62, 1964, 1973
  - 2. (5): 1962–63, 1965, 1966, 1967, 1969
  - 3. (3): 1970, 1971, 1972
- Bajnokcsapatok Európa-kupája (BEK)
  - 3. 1961–62

### Edzőként
Újpesti Dózsa
- Magyar bajnokság
  - bajnok: 1975
  - 2.: 1977
  - 3.: 1976
- Magyar kupa (MNK)
  - győztes: 1975
  - 2.: 1977